# SN 2007iz
SN 2007iz – supernowa typu II odkryta 3 września 2007 roku w galaktyce A211735+0018. W momencie odkrycia miała maksymalną jasność 22,20m.